# 岩瀬亮 (政治家)

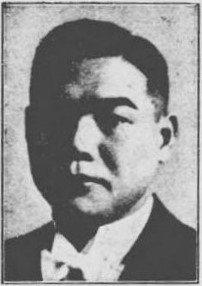
岩瀬亮

岩瀬 亮（いわせ あきら、1898年（明治31年）12月19日 - 1944年（昭和19年）11月1日）は、昭和時代戦前の政治家。実業家。衆議院議員。旧姓は森。

## 経歴
森為吉の三男として、千葉県夷隅郡清海村（興津町、勝浦町を経て現勝浦市）に生まれる。のち1927年（昭和2年）岩瀬定吉の養子となる。千葉県立大多喜中学校を経て、1919年（大正8年）東京植民貿易語学校卒業。
日本澱粉、桜組工業、辰巳倉庫、樺太炭業、昭和航空計器各社長、昭和火薬取締役、日本澱粉工業組合連合会理事長、隣保教育財団、大日本映画協会各理事、日本輸出農産物参与、日本甘馬鈴薯会社社長、日本水飴統制協議会、日本葡萄糖統制協議会各委員長などを歴任した。
1932年（昭和7年）2月の第18回衆議院議員総選挙では千葉県第3区から出馬し当選。つづく第19回、第20回、第21回総選挙でも当選し、衆議院議員を4期務めた。在任中は農林省委員、翼賛政治会政調大蔵、農林兼務委員、事務局参与を務めた。
1933年には「映画国策樹立に関する建議案」を衆議院に提出し、国家による映画統制を基礎づけ、大日本映画協会理事となるなど、映画業界への関与を深めたことから、1939年、自らも南旺映画株式会社の前身となる南旺商事会社を設立している。

## 親族
- 実兄：森矗昶（衆議院議員）